# 브레이킹 앤 엔터링
《브레이킹 앤 엔터링》(영어: Breaking and Entering)은 영국과 미국에서 제작된 2006년 로맨틱 범죄 드라마 영화이다. 앤서니 밍겔라가 각본, 연출, 제작을 맡고, 주드 로, 쥘리에트 비노슈 등이 출연하였다.

## 출연진
- 주드 로
- 쥘리에트 비노슈
- 로빈 라이트 펜
- 래피 게이브런
- 마틴 프리먼
- 줄리엣 스티븐슨
- 에드 웨스트윅
- 마크 벤턴
- 레이 윈스턴
- 비라 파미가
- OT 패그벤레이

## 기타 제작진
- 배역: 미셸 귀시
- 미술: 앨릭스 맥다월
- 의상: 내털리 워드